# 麻夕美
麻夕美（まゆみ、7月20日生）は、日本の女性モデル、女優。旧芸名、MAYUMI。ヘッズコーポレーション所属。

## 出演

### 広告
- 資生堂 ベネフィーク（2015年〜）
- マインドウィンド
- エーザイ チョコラBB 口内炎リペアショット（2016年〜）
- メナード化粧品（2016年）
- HABA
- ナリス化粧品（2016年）
- シュワルツコフ プロフェッショナル
- EMGマーケティング ドライバーズリンク（2016年）
- 日立製作所（2016年）
- デューダ（2017年）
- 明治記念館（2017年）
- ゼクシィ (2017年)
- 日本の結婚式 (2017年)
- 百日草はなよめ (2017年)
- SUZUKI自動車 (2017年)
- juic rock (2017年〜)
- AEON浴衣特集 (2017年〜)
- 小田原ダイナシティ (2018年)
- エステティックTBC (2018年)
- UNIQLO (2018年)
- dinos (2018年)
- rdays daikanyama (2018年〜)
- アサヒ飲料:三ツ矢サイダーTVCM (2018年)
- 日産自動車 (2018年〜)
- SHIPS (2018年〜)
- ゼクシィ縁結び (2019年)
- 野村不動産proud (2019年)
- 百日草はなよめ7月号 (2019年)
- 医療カタログVENUS (2019年)

### テレビドラマ
- 赤ひげ（2017年11月 - 12月、NHK BSプレミアム / 2018年9月 - 10月、NHK総合） - 天野ちぐさ 役